# 白龙桥镇
白龙桥镇，中国浙江省金华市婺城区下辖的一个镇。

## 辖区
该镇辖有：
叶店社区、马海社区地社区、洞溪社区、华电新村社区、华核新村社区、玉龙社区、金奥社区、三联村、高桥村、怡村、筱溪村、东俞村、金竹园村、黄堰头村、白龙桥村、后童村、虹路村、联丰村、临江村、下窑村、古城范村、择住邻村、尤历村、西园村、马徐村、郑岗山村、楼家村、王路荡村、潘村垅村、雅苏村、倪家村、让长村、郑阳村、横大路村、大圩村、黄碧塘村、天姆山村、姜丰村、龙蟠村、雅绕村、清塘下村、井头村、古方一村、古方二村、芦头村、翁家山头村、大德垅村、后杜村、新昌桥村、东周村、上邵村、下邵村、下杨村、新周家村、双牌村、董村和泰祥社区。
水电十二局在新安江水电站建成后于1978年在金华白龙桥建设后方基地，驻扎职工以此为基地，先后参与建设了金华热电厂、义乌八都水库、义乌葟园桥、兰溪发电厂以及衢江游埠枢纽工程。后移交地方成立华电新村社区和华核新村社区。